# 119993 Acabá
119993 Acabá è un asteroide della fascia principale. Scoperto nel 2002, presenta un'orbita caratterizzata da un semiasse maggiore pari a 2,1960427 au e da un'eccentricità di 0,0574860, inclinata di 4,26498° rispetto all'eclittica.